# Iridium(III)-iodid
Iridium(III)-iodid ist eine anorganische chemische Verbindung des Iridiums aus der Gruppe der Iodide.

## Gewinnung und Darstellung
Iridium(III)-iodid kann durch Reaktion von Iridium(IV)-iodid mit Wasserstoff bei 210 °C gewonnen werden. Es kann auch durch Reaktion von Iridium(IV)-oxid oder Iridium(III)-hydroxid mit Iodwasserstoff gewonnen werden.

## Eigenschaften
Iridium(III)-iodid ist ein dunkelbrauner Feststoff, der praktisch unlöslich in Wasser ist. Er besitzt eine monokline Kristallstruktur vom Chrom(III)-chlorid-Typ. Das Trihydrat hat eine gelbe oder rötlichgelbe Farbe und setzt sich bei Erhitzung zum Dihydrat und Anhydrat um. Es ist auch ein braunes Monohydrat bekannt.